# Dragón coreano
Los dragones coreanos ((en hangul, 용/룡; romanización revisada, yong/ryong)) son criaturas legendarias en la mitología coreana y el folclore. La apariencia del dragón refleja sus influencias de su contraparte, el dragón chino.

## Dragones coreanos
Mientras que la mayoría de los dragones en la mitología europea están vinculados a elementos de fuego y destrucción, los dragones en la mitología coreana son principalmente seres benevolentes relacionados con el agua y la agricultura, a menudo considerados portadores de la lluvia y las nubes. Por lo tanto, se dice que muchos dragones coreanos han vivido en los ríos, lagos y océanos o incluso profundas lagunas de montaña.
El símbolo del dragón ha sido utilizado ampliamente, tanto en la mitología coreana y en el antiguo arte coreano.
Los textos antiguos a veces mencionan a los dragones como seres de habla inteligente, capaces de comprender emociones tan complejas como la devoción, la bondad y gratitud. Una leyenda coreana en particular, habla del gran Rey Munmu, quien en su lecho de muerte deseaba convertirse en un "dragón del mar del Este con el fin de proteger a Corea".
El dragón coreano en muchos aspectos es muy similar en apariencia a los dragones de la mitología china, vietnamita y japonesa. Se diferencia del dragón chino en que desarrolló una larga barba.
Muy de vez en cuando un dragón puede ser representado como llevando un orbe conocido como yeouiju (여의주), nombre coreano para la mítica chintamani, en sus garras o en su boca. Se dijo que todo el que podía manejar el yeouiju sería bendecido con las habilidades de la omnipotencia y la creación a voluntad, y que sólo cuatro dedos de los dragones (que tenían puntas con las que celebrabra los orbes) eran sabios y lo suficientemente potentes para manejar estos orbes, a diferencia de los dragones menores, de tres dedos.
Al igual que en China, el número nueve es significativo y auspicioso en Corea, y se dice que los dragones tienen 81 (9×9) escalas en la espalda, representando la esencia del yang.

## Imugi
La mitología popular coreana afirma que la mayoría de los dragones eran originalmente imugis, o dragones menores, que se dice que se asemejan a serpientes gigantescas. Hay algunas versiones diferentes del folclore coreano que describen a los imugis son y cómo aspiran a convertirse en dragones de pleno derecho. Los coreanos pensaron que un imugi podría convertirse en un verdadero dragón o yong o mireu, si cogía un yeouiju que había caído del cielo. Otra explicación afirma que son criaturas sin cuernos semejantes a los dragones que han sido malditos por lo que no fueron capaces de convertirse en dragones. Por otras cuentas, un imugi es un "protodragón" que debe sobrevivir mil años con el fin de convertirse en un dragón de pleno derecho. En cualquier caso, se dice que son grandes, benévolentes como una pitón, criaturas que viven en el agua o cuevas, y su avistamiento se asocia con la buena suerte.
En el 2007, la película surcoreana D-War, dos imugis, de los cuales uno era bueno y el otro malo, se vieron compitiendo por la posesión de una fuente de poder (el yeouiju) por el cual uno de ellos podría convertirse en un dragón. En última instancia, el imugi malo es destruido por sus rivales momentos después de que éste había capturado la fuente. Aquí, los dos se muestran físicamente diferentes, en el que el imugi malo es de color más oscuro, más delgado, y se distingue por una campana inflexible similar a la de una cobra; mientras que el Imugi bueno es más pálido, más corpulento, sin capucha; y se asemeja más a una serpiente pitón. La narración en la película da a entender que muchos imugis existen a la vez, de los cuales uno está designado para convertirse en un dragón.
La serie Alosha de Christopher Pike, cuenta con una variación del imugi llamada un koul. Un koul es una serpiente protodragón que debe pasar tres pruebas de coraje; venir a la ayuda de los demás, el acto de la natación y un "salto" literal de la fe con el fin de convertirse en un dragón. Al acudir en ayuda de los demás, al koul le crecen patas; después de nadar a través del agua, el koul es capaz de respirar como un dragón chino o un dragón coreano del tipo descrito anteriormente.

## Cocatriz coreana
La cocatriz coreana es conocida como una gye-lyong (계룡/鷄龍), que literalmente significa "pollo-dragón"; que no aparecen con tanta frecuencia como los dragones. A veces se ven como bestias para tirar de los carros para importantes figuras legendarias o para los padres de los héroes legendarios. Una de estas leyendas consiste en la fundación de Silla; cuya princesa se dijo que había nacido de un huevo de cocatriz. También es el origen del nombre de la ciudad de Gyeryong en la provincia de Chungcheong del Sur.

## Otros dragones asiáticos
- Dragón chino.
- Shenlong
- Druk.
- Dragón japonés.
- Dragón vietnamita.